# Рошальский вестник
«Роша́льский ве́стник» — еженедельная и первая газета города Рошаль (Московская область). Является официальным печатным изданием администрации города Рошаль. Его материалы используют руководители различных промышленных, муниципальных и коммерческих предприятий города. Газета содержит телепрограмму, актуальные новости и сканворд.
Тираж «Рошальского вестника» — 2 570 экземпляров. Издание выходит на 16 полноцветных полосах.

## История
Издание было основано в 1929 году, первый номер вышел в сентябре того же года. С тех пор газета сменила несколько названий: «Пороховик», «Оса», «Боевой листок», «На страже», «Вперёд». В декабре 1995 года издание получило своё нынешнее название.
История «Рошальского вестника» тесно связана с историей городского химического комбината. Одним из первых редакторов издания является Дмитрий Гаврилович Ключников. В последующие годы газету возглавляли И. А. Клочков, А. В. Ермилов, Л. Н. Фиалкина, С. А. Минюк, А. И. Коляскин, Л. Н. Олейник. Е. С. Карпова, А. П. Брежнев, Ю. П. Косачев, Т. М. Лунова.
В 2000-х годах жизнь газеты была тесно связана с жизнью завода и города. Редакция издания тесно сотрудничала с руководителями предприятий, его директорами, главными инженерами, начальниками цехов, руководителями общественных организаций, отвечающими за развитие производства, внедрение новых технологий, создание нормальных условий труда и отдыха. Завод был секретным государственным объектом. Информация о событиях, которые произошли на заводе и в городе, давалась таким образом, чтобы не было проблем с госбезопасностью.
В мае 2007 года «Рошальский вестник» был реорганизован в «Рошальское информационное агентство Московской области», а с 1 января 2012 года издание называлось «Рошальское информагентство Московской области».

## Настоящее время
Согласно исследованию газеты, 50 % её читателей — женщины в возрасте от 25 до 60 лет, 40 % — мужчины в возрасте от 25 до 60 лет, а 60 % опрошенных — работающие люди, в том числе пенсионеры.
Учредители газеты — «Орехово-Зуевское информационное агентство Московской области», администрация городского округа Рошаль, «Редакционно-информационный центр Московской области».
В ноябре 2020 года сотрудникам редакции «Рошальского вестника» вручили благодарственные письма губернатора Московской области.
По состоянию на сентябрь 2021 года главным редактором газеты является Оксана Лапшина, а штат сотрудников состоит из 10 человек.